# Asesor político
Un asesor político es un asesor, experto en un campo determinado, ya sea la comunicación, la estrategia política, el marketing, discursos, etcétera, y pone en práctica sus conocimientos para asesorar a un político. Debido a que un político no puede ser un especialista en todas las materias necesarias para su cargo, necesita de expertos que le guíen.

## Características
Los estudios comunes entre los asesores políticos pueden ser las ciencias políticas, derecho, sociología, periodismo, demoscopia y telegenia.
El asesor político puede ser ajeno o miembro de un partido político. El trabajo de asesor político está remunerado del mismo modo que cualquier trabajo de consultoría y comunicación.
Se considera el cargo del asesor como personal eventual de la administración pública.

### España
En España, los asesores políticos no son elegidos por los ciudadanos. Son elegidos por los políticos, sin necesidad de superar ninguna prueba o unas oposiciones. En noviembre de 2012, el programa Salvados estimó que había unos 15.000 o 17.000 en total, con un coste aproximado de 850 millones de euros.
Aunque no es muy común, se han dado varios casos donde el cargo de asesor político lo ocupan familiares del político.
A raíz de una demanda presentada por la Sección Sindical de CCOO en la Diputación de Ciudad Real, en abril del 2012, el Tribunal Superior de Justicia de Castilla-La Mancha anuló los nombramientos a dedo para puestos de asesores de confianza con los que la Diputación de Ciudad Real recolocó a seis dirigentes del PSOE a los que las elecciones autonómicas y municipales les dejó sin cargo público.